# Bierre-lès-Semur
Bierre-lès-Semur är en kommun i departementet Côte-d'Or i regionen Bourgogne-Franche-Comté i östra Frankrike. Kommunen ligger i kantonen Précy-sous-Thil som tillhör arrondissementet Montbard. År 2018 hade Bierre-lès-Semur 94 invånare.

## Befolkningsutveckling
Antalet invånare i kommunen Bierre-lès-Semur
Referens:INSEE